# 傷だらけの天使になんてなりたいとは思わない
『傷だらけの天使になんてなりたいとは思わない』（きずだらけのてんしになんてなりたいとはおもわない）は、1994年6月13日に発売されたINFIXの6枚目のシングル。

## 内容
唯一の海外クリエイターによる作品。日本テレビ系『西遊記』のオープニング・テーマとして制作されたもので、同時発売で、同じく田村直美の作詞及び同ドラマのエンディング・テーマ「100万光年の彼方」と同様に、非自作曲である。
リアレンジは2回行われており、『MOTHERLAND』は板倉雅一、須貝幸生、神長弘一によるアレンジバージョン、「WINNERS FOREVER 21st century」は長友仍世、佐藤晃の2人編成バージョンがそれぞれ収録されている。

## 収録曲
1. 傷だらけの天使になんてなりたいとは思わない
作詞：田村直美　作曲：Jeff Carruthers・Joey Carbone　編曲：須貝幸生
2. 草原のユーフォリア
作詞・作曲：長友仍世　編曲：板倉雅一・infix
3. 愛が止まらない（オリジナル・カラオケ）